# 東湖縣
東湖縣，清代湖北省的行政區。屬宜昌府。衝，繁，難。倚。舊為夷陵縣。明朝，省入夷陵州。雍正十三年（1735年）復置，更名。光緒二年（1876年），闢城南為宜昌商埠。。
民国元年（1912年）废宜昌府，改东湖县为宜昌县，1914年到1926年为荊宜道府治 。